# Championnats du monde de gymnastique rythmique 2007
Navigation
Édition précédente Édition suivante
Le XXVIIIe Championnat du monde de gymnastique rythmique  a eu lieu à Patras en Grèce, du 16 au 23 septembre 2007.

## Podiums
| Épreuves                                            | Or                                                                  | Argent                                                        | Bronze                                                                   |
| --------------------------------------------------- | ------------------------------------------------------------------- | ------------------------------------------------------------- | ------------------------------------------------------------------------ |
| Finales individuelles                               |                                                                     |                                                               |                                                                          |
| Concours général par équipe résultats détaillés     | Russie Alina Kabaeva Vera Sessina Olga Kapranova Yevgeniya Kanayeva | Biélorussie Inna Zhukova Svetlana Rudalova Liubov Charkashyna | Azerbaïdjan Zeynab Javadli Dinara Gimatova Anna Gurbanova Aliya Garayeva |
| Concours général individuel résultats détaillés     | Anna Bessonova                                                      | Vera Sessina                                                  | Olga Kapranova                                                           |
| Corde résultats détaillés                           | Vera Sessina                                                        | Olga Kapranova                                                | Inna Zhukova                                                             |
| Cerceau résultats détaillés                         | Olga Kapranova                                                      | Vera Sessina                                                  | Anna Bessonova                                                           |
| Massues résultats détaillés                         | Olga Kapranova                                                      | Anna Bessonova                                                | Vera Sessina                                                             |
| Ruban résultats détaillés                           | Vera Sessina                                                        | Anna Bessonova                                                | Alina Kabaeva                                                            |
| Finales en groupe                                   |                                                                     |                                                               |                                                                          |
| Concours général en groupe résultats détaillés      | Russie                                                              | Italie                                                        | Biélorussie                                                              |
| Groupe : 5 cordes résultats détaillés               | Russie                                                              | Italie                                                        | Bulgarie                                                                 |
| Groupe : 3 cerceaux + 2 massues résultats détaillés | Russie                                                              | Italie                                                        | Bulgarie                                                                 |

## Résultats détaillés

### Qualifications
| Rang | Pays | Gymnaste                |            |            |            |            | Total  | Total |
| ---- | ---- | ----------------------- | ---------- | ---------- | ---------- | ---------- | ------ | ----- |
| 1    |      | Olga Kapranova          | 18.550(1)  | 18.350(1)  | 18.550(1)  |            | 55.450 | Q     |
| 2    |      | Vera Sessina            | 18.350(2)  | 18.075(3)  | 18.300(2)  | 18.475(1)  | 55.125 | Q     |
| 3    |      | Anna Bessonova          | 17.575(5)  | 18.350(2)  | 16.900(5)  | 18.100(3)  | 54.025 | Q     |
| 4    |      | Alina Kabaeva           | 17.950(3)  | 16.675(8)  | 16.800(7)  | 18.350(2)  | 53.100 |       |
| 5    |      | Inna Zhukova            | 17.900(4)  | 17.425(4)  | 17.750(3)  | 17.400(5)  | 53.075 | Q     |
| 6    |      | Aliya Garayeva          | 16.350(7)  | 16.775(7)  | 17.550(4)  | 16.275(14) | 50.675 | Q     |
| 7    |      | Aliya Yussupova         | 15.350(24) | 16.925(5)  | 16.900(6)  | 16.675(8)  | 50.500 | Q     |
| 8    |      | Irina Risenson          | 16.750(6)  | 15.725(18) | 16.375(9)  | 16.600(9)  | 49.725 | Q     |
| 9    |      | Simona Peycheva         | 16.200(9)  | 16.825(6)  | 15.975(15) | 16.475(12) | 49.550 | Q     |
| 10   |      | Liubov Charkashyna      | 16.300(8)  | 16.225(12) | 16.675(8)  | 16.550(11) | 49.525 | Q     |
| 11   |      | Alexandra Orlando       | 15.875(14) | 16.450(9)  | 16.175(12) | 16.600(10) | 49.225 | Q     |
| 12   |      | Almudena Cid            | 16.100(11) | 16.425(10) | 16.075(13) | 16.300(13) | 48.825 | Q     |
| 13   |      | Eléni Andrióla          | 15.775(15) | 16.200(13) | 16.325(10) | 16.000(17) | 48.525 | Q     |
| 14   |      | Dinara Gimatova         | 15.450(20) |            | 16.075(14) | 17.000(6)  | 48.525 | Q     |
| 15   |      | Anna Gurbanova          | 16.200(10) | 15.850(15) | 16.225(11) | 15.000(33) | 48.275 |       |
| 16   |      | Svetlana Rudalova       | 15.450(21) | 16.400(11) | 15.675(22) | 16.150(16) | 48.225 |       |
| 17   |      | Elizabeth Paisieva      | 15.775(16) | 14.750(40) | 15.850(17) | 15.850(18) | 47.475 | Q     |
| 18   |      | Caroline Weber          | 15.575(18) | 15.800(16) | 15.525(25) | 15.800(19) | 47.175 | Q     |
| 19   |      | Irina Kovalchuk         | 15.150(26) | 14.800(39) | 15.825(18) | 16.200(15) | 47.175 | Q     |
| 20   |      | Ulyana Trofimova        | 15.450(22) | 16.075(14) | 15.575(23) | 15.075(30) | 47.100 | Q     |
| 21   |      | Joanna Mitrosz          | 15.525(19) | 15.400(24) | 15.875(16) | 15.650(21) | 47.050 | Q     |
| 22   |      | Neta Rivkin             | 15.950(13) | 14.700(41) | 15.700(19) | 15.100(29) | 46.750 | Q     |
| 23   |      | Shin Soo-Ji             | 14.075(66) | 15.350(25) | 15.675(21) | 15.725(20) | 46.750 | Q     |
| 24   |      | Mzevinari Samlikashvili | 14.900(35) | 15.750(17) | 15.550(24) | 15.400(23) | 46.700 | Q     |
| 25   |      | Johanna Gabor           | 15.025(29) | 15.700(19) | 15.700(20) | 14.675(42) | 46.425 | Q     |
| 26   |      | Irina Kikkas            | 15.600(17) | 15.425(22) | 15.200(27) | 15.075(31) | 46.225 | Q     |
| 27   |      | Yiming Xiao             | 15.425(23) | 15.225(28) | 15.100(29) |            | 45.750 | Q     |
| ...  |      |                         |            |            |            |            |        |       |
| 34   |      | Natalia Godunko         | 14.350(58) |            | 14.075(72) | 16.750(7)  | 45.175 |       |
| ...  |      |                         |            |            |            |            |        |       |
| 123  |      | Evguenia Kanaïeva       |            |            |            | 18.100(4)  | 18.100 |       |

### Finales

#### Concours général par équipe
| Rang | Nation                    | Total   |
| ---- | ------------------------- | ------- |
| 1    | Drapeau de la Russie      | 183.050 |
| 2    | Drapeau de la Biélorussie | 168.775 |
| 3    | Drapeau de l'Azerbaïdjan  | 163.750 |

#### Concours général individuel
| Rang | Gymnaste                |            |            |            |            | Total  |
| ---- | ----------------------- | ---------- | ---------- | ---------- | ---------- | ------ |
| 1    | Anna Bessonova          | 18.475(1)  | 18.650(1)  | 18.375(1)  | 18.450(2)  | 73.950 |
| 2    | Vera Sessina            | 18.450(2)  | 18.400(2)  | 18.350(2)  | 18.700(1)  | 73.900 |
| 3    | Olga Kapranova          | 17.400(3)  | 17.075(7)  | 18.125(3)  | 18.150(3)  | 70.700 |
| 4    | Inna Zhukova            | 17.100(5)  | 17.250(4)  | 17.725(4)  | 17.100(5)  | 69.175 |
| 5    | Aliya Garayeva          | 17.300(4)  | 17.250(4)  | 16.500(6)  | 17.400(4)  | 68.450 |
| 6    | Aliya Yussupova         | 16.925(6)  | 17.800(3)  | 16.825(5)  | 16.325(8)  | 67.875 |
| 7    | Irina Risenson          | 16.650(9)  | 17.000(8)  | 16.475(7)  | 16.100(11) | 66.225 |
| 8    | Liubov Charkashyna      | 16.525(10) | 17.050(6)  | 16.275(11) | 16.200(9)  | 66.050 |
| 9    | Alexandra Orlando       | 16.225(12) | 16.650(12) | 16.375(8)  | 16.700(6)  | 65.950 |
| 10   | Simona Peycheva         | 16.800(7)  | 16.875(10) | 15.975(14) | 16.200(9)  | 65.850 |
| 11   | Almudena Cid            | 16.775(8)  | 17.00(8)   | 16.150(13) | 15.725(14) | 65.650 |
| 12   | Eléni Andrióla          | 16.500(11) | 16.875(10) | 16.225(12) | 15.275(18) | 64.875 |
| 13   | Dinara Gimatova         | 15.950(13) | 15.475(22) | 16.375(8)  | 16.600(7)  | 64.400 |
| 14   | Caroline Weber          | 15.900(14) | 15.800(17) | 15.650(17) | 15.850(12) | 63.200 |
| 15   | Elizabeth Paisieva      | 15.800(16) | 15.575(21) | 16.350(10) | 15.450(17) | 63.175 |
| 16   | Joanna Mitrosz          | 15.750(17) | 15.875(15) | 15.425(18) | 15.775(13) | 62.825 |
| 17   | Shin Soo-Ji             | 15.650(18) | 16.300(13) | 15.050(20) | 15.700(15) | 62.700 |
| 18   | Irina Kikkas            | 15.500(20) | 16.200(14) | 15.275(19) | 15.650(16) | 62.625 |
| 19   | Irina Kovalchuk         | 15.850(15) | 15.825(16) | 15.950(15) | 14.850(22) | 62.475 |
| 20   | Neta Rivkin             | 15.475(21) | 15.725(18) | 15.950(15) | 15.000(21) | 62.150 |
| 21   | Ulyana Trofimova        | 15.075(22) | 15.675(19) | 14.875(22) | 15.250(19) | 60.875 |
| 22   | Johanna Gabor           | 13.850(24) | 15.650(20) | 14.975(20) | 15.225(20) | 59.700 |
| 23   | Yiming Xiao             | 15.625(19) | 15.450(23) | 14.400(24) | 14.125(14) | 59.600 |
| 24   | Mzevinari Samlikashvili | 14.400(23) | 15.050(24) | 14.725(23) | 14.350(23) | 58.550 |

#### Corde
| Rang | Gymnaste           | Total  |
| ---- | ------------------ | ------ |
| 1    | Vera Sessina       | 18.600 |
| 2    | Olga Kapranova     | 18.500 |
| 3    | Inna Zhukova       | 17.900 |
| 4    | Aliya Garayeva     | 17.675 |
| 5    | Anna Bessonova     | 17.325 |
| 6    | Simona Peycheva    | 16.975 |
| 7    | Liubov Charkashyna | 16.550 |
| 8    | Irina Risenson     | 16.525 |

#### Cerceau
| Rang | Gymnaste          | Total  |
| ---- | ----------------- | ------ |
| 1    | Olga Kapranova    | 18.450 |
| 2    | Vera Sessina      | 18.250 |
| 3    | Anna Bessonova    | 18.175 |
| 4    | Aliya Garayeva    | 16.900 |
| 5    | Simona Peycheva   | 16.700 |
| 6    | Aliya Yussupova   | 16.450 |
| 7    | Alexandra Orlando | 16.350 |
| 8    | Inna Zhukova      | 16.100 |

#### Massues
| Rang | Gymnaste           | Total  |
| ---- | ------------------ | ------ |
| 1    | Olga Kapranova     | 18.650 |
| 2    | Anna Bessonova     | 18.400 |
| 3    | Vera Sessina       | 18.325 |
| 4    | Inna Zhukova       | 17.675 |
| 5    | Aliya Garayeva     | 17.425 |
| 6    | Irina Risenson     | 16.675 |
| 7    | Aliya Yussupova    | 16.625 |
| 8    | Liubov Charkashyna | 16.500 |

#### Ruban
| Rang | Gymnaste        | Total  |
| ---- | --------------- | ------ |
| 1    | Vera Sessina    | 18.650 |
| 2    | Anna Bessonova  | 18.350 |
| 3    | Alina Kabaeva   | 17.225 |
| 4    | Aliya Yussupova | 17.175 |
| 5    | Inna Zhukova    | 16.950 |
| 6    | Natalia Godunko | 16.775 |
| 7    | Irina Risenson  | 16.650 |
| 8    | Dinara Gimatova | 16.650 |

### Finales en groupe

#### Concours général en groupe
| Rang | Pays                                        | 5 cordes    | 3 cerceaux, 2 massues | Total  |
| ---- | ------------------------------------------- | ----------- | --------------------- | ------ |
| 1    | Drapeau de la Russie                        | 17.650 (1)  | 17.450 (1)            | 35.100 |
| 2    | Drapeau de l'Italie                         | 17.125 (2)  | 17.125 (2)            | 34.250 |
| 3    | Drapeau de la Biélorussie                   | 17.100 (3)  | 16.700 (4)            | 33.800 |
| 4    | Drapeau de la Bulgarie                      | 16.675 (4)  | 16.925 (3)            | 33.600 |
| 5    | Drapeau de l'Espagne                        | 16.075 (5)  | 15.825 (5)            | 31.900 |
| 6    | Drapeau d’Israël                            | 16.000 (6)  | 15.600 (6)            | 31.600 |
| 7    | Drapeau du Japon                            | 15.625 (7)  | 15.350 (8)            | 30.975 |
| 8    | Drapeau de l'Ukraine                        | 15.400 (9)  | 15.400 (7)            | 30.800 |
| 9    | Drapeau de la République populaire de Chine | 15.375 (11) | 15.025 (9)            | 30.400 |
| 10   | Drapeau de l'Azerbaïdjan                    | 15.375 (10) | 14.625 (11)           | 30.000 |
| 11   | Drapeau du Brésil                           | 14.575 (14) | 14.500 (12)           | 29.075 |
| 12   | Drapeau de la Grèce                         | 15.000 (12) | 13.900 (14)           | 28.900 |
| 13   | Drapeau de l'Allemagne                      | 14.775 (13) | 14.050 (13)           | 28.825 |
| 14   | Drapeau de la Pologne                       | 14.025 (16) | 14.650 (10)           | 28.675 |
| 15   | Drapeau de la Suisse                        | 14.125 (15) | 13.700 (15)           | 27.825 |
| 16   | Drapeau de la France                        | 15.625 (8)  | 12.125 (22)           | 27.750 |
| 17   | Drapeau du Canada                           | 13.600 (18) | 13.325 (16)           | 26.925 |
| 18   | Drapeau de la Corée du Sud                  | 13.750 (17) | 12.850 (18)           | 26.600 |
| 19   | Drapeau de l'Autriche                       | 13.575 (19) | 12.800 (20)           | 26.375 |
| 20   | Drapeau du Kazakhstan                       | 13.225 (20) | 12.850 (19)           | 26.075 |
| 21   | Drapeau de la Finlande                      | 12.875 (21) | 12.925 (17)           | 25.800 |
| 22   | Drapeau de Cuba                             | 12.300 (24) | 12.500 (21)           | 24.800 |
| 23   | Drapeau des États-Unis                      | 12.700 (22) | 12.025 (23)           | 24.725 |
| 24   | Drapeau du Mexique                          | 12.550 (23) | 11.725 (24)           | 24.275 |
| 25   | Drapeau du Venezuela                        | 11.575 (25) | 11.575 (25)           | 23.150 |
| 26   | Drapeau de la Nouvelle-Zélande              | 11.525 (26) | 11.150 (26)           | 22.675 |
| 27   | Drapeau du Chili                            | 10.400 (27) | 10.175 (27)           | 20.575 |

#### Groupe: 5 cordes
| Rang | Pays                      | Points |
| ---- | ------------------------- | ------ |
| 1    | Drapeau de la Russie      | 17.650 |
| 2    | Drapeau de l'Italie       | 17.300 |
| 3    | Drapeau de la Bulgarie    | 17.075 |
| 4    | Drapeau de la Biélorussie | 16.875 |
| 5    | Drapeau d’Israël          | 16.050 |
| 6    | Drapeau de l'Espagne      | 16.025 |
| 7    | Drapeau du Japon          | 15.875 |
| 8    | Drapeau de la France      | 15.525 |

#### Groupe: 3 cerceaux + 2 massues
| Rang | Pays                      | Points |
| ---- | ------------------------- | ------ |
| 1    | Drapeau de la Russie      | 17.525 |
| 2    | Drapeau de l'Italie       | 17.350 |
| 3    | Drapeau de la Bulgarie    | 16.975 |
| 4    | Drapeau de la Biélorussie | 16.950 |
| 5    | Drapeau de l'Ukraine      | 16.075 |
| 6    | Drapeau de l'Espagne      | 15.925 |
| 7    | Drapeau d’Israël          | 15.800 |
| 8    | Drapeau du Japon          | 15.050 |